# Unità di primo livello di Palermo

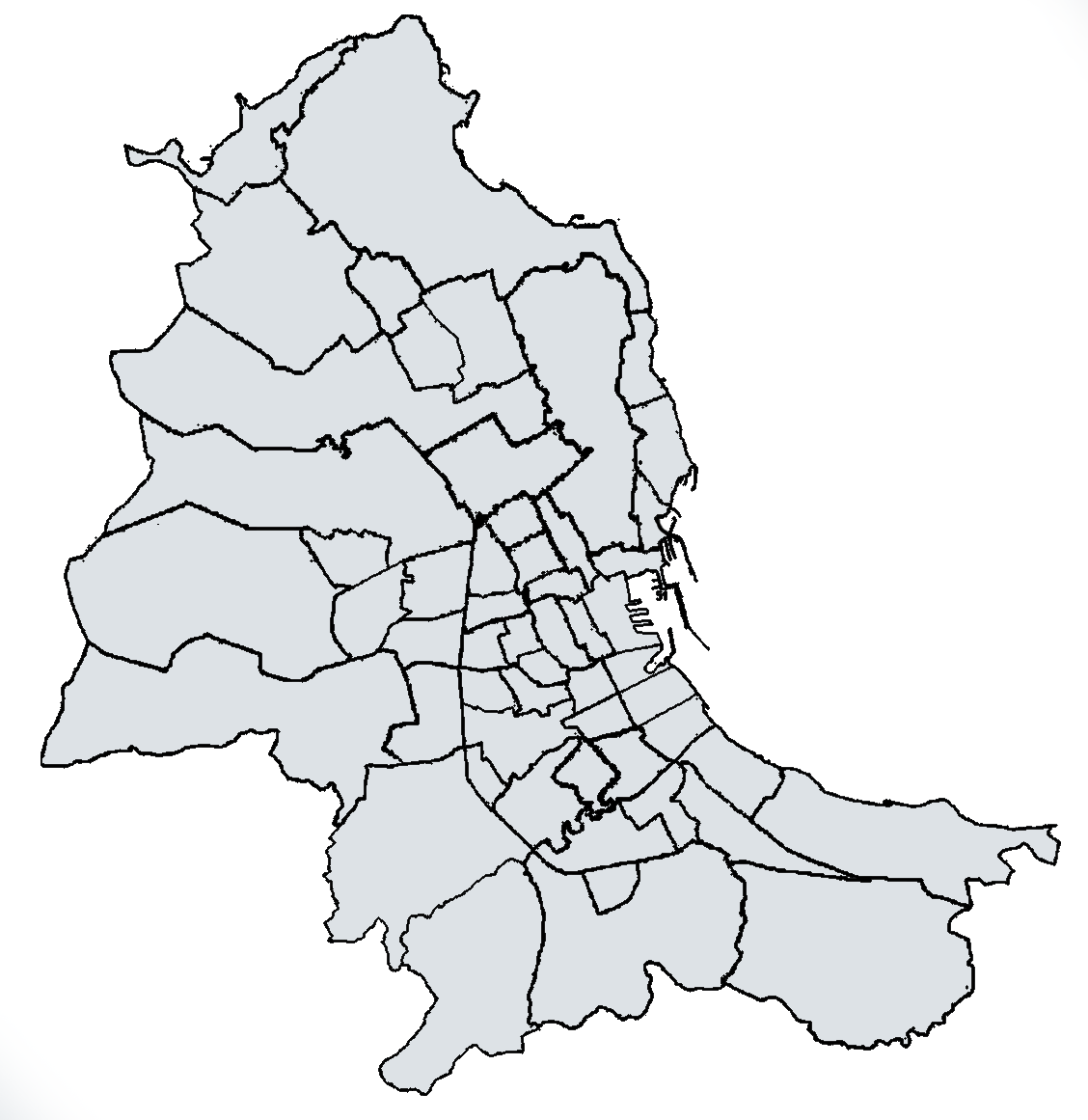
Le 55 UPL di Palermo

Le unità di primo livello di Palermo sono suddivisioni urbanistiche (rioni) del territorio comunale del capoluogo siciliano. In totale esistono 55 unità di primo livello.
Il territorio comunale di Palermo è stato ripartito in 55 unità di primo livello dal consiglio comunale cittadino, con delibera n° 420 del 21 dicembre 1976. Nell'occasione, le UPL sono state raggruppate in 25 quartieri; tale ripartizione rimase in vigore fino a quando, con le delibere n° 300 del 6 dicembre 1995 e n° 140 del 9 luglio 1997, il territorio comunale è stato ripartito amministrativamente in otto Circoscrizioni.
| 1  | Tribunali o Kalsa          | 2  | Palazzo Reale o Albergheria       | 3  | Monte di Pietà o Seralcadi | 4  | Castellammare o Loggia        | 5  | Corso dei Mille-Sant'Erasmo       |
| 6  | Settecannoli               | 7  | Roccella-Acqua dei Corsari        | 8  | Brancaccio-Conte Federico  | 9  | Ciaculli-Croce Verde          | 10 | Oreto-Perez                       |
| 11 | Oreto-Guadagna             | 12 | Falsomiele-Borgo Ulivia           | 13 | Bonagia                    | 14 | Chiavelli-Santa Maria di Gesù | 15 | Villagrazia                       |
| 16 | Montegrappa                | 17 | Santa Rosalia                     | 18 | Cuba-Calatafimi            | 19 | Villa Tasca                   | 20 | Mezzomonreale                     |
| 21 | Zisa-Ingastone             | 22 | Zisa-Quattrocamere                | 23 | Altarello-Tasca Lanza      | 24 | Boccadifalco-Baida            | 25 | Borgo Vecchio-Principe di Scordia |
| 26 | Croci-Ruggero Settimo      | 27 | San Francesco di Paola-Terrasanta | 28 | Olivuzza                   | 29 | Parlatore-Serradifalco        | 30 | Noce                              |
| 31 | Leonardo da Vinci-Di Blasi | 32 | Malaspina-Leonardo da Vinci       | 33 | Principe di Palagonia      | 34 | Uditore                       | 35 | Passo di Rigano                   |
| 36 | Borgo Nuovo                | 37 | San Giovanni Apostolo             | 38 | Cruillas                   | 39 | Notarbartolo-Giardino Inglese | 40 | Villa Sperlinga                   |
| 41 | Vittorio Veneto            | 42 | Marchese di Villabianca-Sampolo   | 43 | Resuttana                  | 44 | San Lorenzo                   | 45 | Patti-Villaggio Ruffini           |
| 46 | Pallavicino                | 47 | San Filippo Neri                  | 48 | Tommaso Natale-Cardillo    | 49 | Sferracavallo                 | 50 | Partanna-Mondello                 |
| 51 | Cantieri                   | 52 | Monte Pellegrino                  | 53 | Acquasanta                 | 54 | Arenella                      | 55 | Vergine Maria                     |